# Alcool coniférylique
L'alcool coniférylique, alcool de coniféryle ou coniférol est un composé phytochimique dérivé de l'acide férulique. C'est l'un des trois principaux monolignols. 

## Biosynthèse
L'alcool coniférylique est un phénylpropanoïde et est donc un dérivé donc de la phénylalanine. Plus précisément, il est obtenu par une double réduction de l'acide férulique, qui est lui dérivé de l'acide cinnamique (obtenu à partir de la phénylalanine) via les intermédiaires acide paracoumarique et acide caféique.

## Occurrence naturelle
L'alcool coniférylique, comme les autres monolignols, est un monomère de la lignine et de la lignane. C'est aussi un précurseur de l'eugénol, ainsi que de nombreux stilbènes et coumarines. Le benjoin contient une part importante d'alcool coniférylique, ainsi que de son ester. Elle est également présente sous la forme d'un glucoside, la coniférine, dans les plupart des espèces des conifères ainsi que d'autres plantes.
Il peut être trouvé à la fois dans les plantes gymnospermes et angiospermes, alors que les deux autres monolingnols, l'alcool sinapylique et l'alcool paracoumarylique ne se trouvent que dans les plantes angiospermes et les herbes.